# Pierre Claude Louis Robert Tascher de La Pagerie
Pierre Claude Louis Robert Tascher de La Pagerie, noto semplicemente col nome di Louis Tascher de La Pagerie (Fort-Royal, 1º aprile 1787 – Parigi, 3 marzo 1861), è stato un generale e politico francese.
Militare di carriera durante l'epoca napoleonica, venne favorito dall'essere cugino di Marie-Josèphe Rose Tascher de la Pagerie, prima moglie di Napoleone.

## Biografia
Nato in Martinica, colonia francese da cui proveniva l'intera sua famiglia e dove si era trasferita dalla nativa Francia per gestire le colture di canna da zucchero che ivi possedeva, era cugino di Marie-Josèphe Rose Tascher de la Pagerie. Venne convocato in Francia da Napoleone nel 1802 il quale, dopo averlo fatto iscrivere alla scuola militare di Saint-Cyr (all'epoca scuola di Fontainebleau), ne uscì nel 1806 col grado di sottotenente. Prese parte alla battaglia di Jena e nel 1807 a quella di Eylau, venendo promosso tenente.
Divenuto ufficiale d'ordinanza di Napoleone I dal 27 ottobre 1807, raggiunse il grado di capitano dopo la battaglia di Friedland e poi, nel 1809, quello di capo squadrone di cavalleria, ricevendo inoltre il titolo di conte dell'impero francese il 9 marzo 1810. In quello stesso anno venne trasferito in Baviera dove sposò la principessa Amelia von der Leyen, nipote di Karl Theodor von Dalberg, granduca di Francoforte e presidente della Confederazione del Reno.
Seguì il generale Junot nella campagna in Portogallo.
Colonnello e aiutante di campo del principe Eugène de Beauharnais nel 1814, accompagnò il viceré d'Italia nel suo tentativo di difesa dei suoi territori italiani, decidendo in seguito di seguirlo anche nel suo esilio in Baviera. Con la Restaurazione, il duca di Berry gli offrì un impiego a corte che egli rifiutò, preferendo divenire maggiore generale e ciambellano del re di Baviera.
Rientrò in Francia nel 1835, per agire contro la famiglia Dalberg in processo per riottenere il titolo di duca devoluto a suo zio materno, Emmerich-Josef, duca di Dalberg e dell'impero, concesso con decreto di Napoleone l'8 luglio 1810. Suo figlio primogenito sarà il primo a portare, per decreto imperiale del 2 marzo 1859, il titolo di duca ereditario come "duca di Tascher de La Pagerie".
Nel 1852, Napoleone III gli chiese di rientrare in Francia e lo nominò senatore il 31 dicembre 1852, prendendo parte alla firma del contratto matrimoniale tra Napoleone III ed Eugenia de Montijo.
Il 25 gennaio 1853, venne nominato gran maestro della casa dell'imperatrice Eugenia ed ottenne la gran croce dell'Ordine della Legion d'onore, mantenendo incarichi meramente onorifici. Accompagnò l'imperatrice in tutte le cerimonie e le feste pubbliche, seguendone le udienze pubbliche e private.
Sofferente da tempo di gotta, morì al palazzo delle Tuileries a Parigi nel 1861. Napoleone III espresse per lui sincere parole di cordoglio e di stima.

## Matrimonio e figli
Louis Tascher de La Pagerie sposò il 24 luglio 1810 la principessa Amelia Marianna Teodora Carolina Sofia Valpurga von der Leyen und zu Hohengeroldseck (2 settembre 1789, Blieskastel - 21 luglio 1870, Soultz), figlia del principe Filippo Francesco di Leyen e di sua moglie, la contessa Sophie von Schönborn. Da questo matrimonio nacquero i seguenti eredi:
1. Charles Joseph Louis (1811 † 1869), I duca di Tascher de La Pagerie e dell'impero (2 marzo 1859),
2. Eugène Auguste Alexandre Louis (6 dicembre 1812 - † 18 settembre 1833, in duello), figlioccio del principe Eugène de Beauharnais, cornetta dei cavalleggeri bavaresi,
3. Stéphanie Philippine Sophie Louise (26 gennaio 1814 - ?),
4. Hortense Henriette Sophie Amélie (26 gennaio 1814, Parigi - 4 marzo 1898, Monaco di Baviera), sposò il 3 febbraio 1834 a Monaco di Baviera il conte Philipp Aloys von Deroy (1806 † 1848), ebbe discendenza,
5. Marie Anne Louise Sophie Amélie (1º febbraio 1817, Monaco di Baviera - 28 settembre 1897, Arnstorf), sposò il 31 luglio 1847 a Monaco di Baviera il barone Maximilian von Gise (1817 - 1890), ciambellano del re di Baviera; ebbe discendenza,
6. Louise Cécile Rose Elisabeth Sophie (13 agosto 1818, Monaco di Baviera - 9 febbraio 1890, Parigi), sposò il 4 aprile 1842 il conte Ferdinand Adalbert von Waldner zu Freundstein (1823 - 1857); ebbe discendenza.

## Araldica
| Stemma | Descrizione                                                                                        | Blasonatura |
| \| \|  | Pierre Claude Louis Robert Tascher de La Pagerie Conte dell'impero francese (1810-1815; 1852-1861) | D'argento, a tre fasce d'azzurro, caricata ciascuna di tre croci di sant'Andrea in argento ed accompagnata in capo da due soli di rosso in campo d'argento. Ornamenti esteriori da conte dell'impero francese. |
|        | | |